# Paukkulanpuisto
Le parc de Paukkula (finnois : Paukkulanpuisto) est un parc de Purola à Vaasa en Finlande.

## Présentation
La végétation du parc de Paukkula se compose de jeunes arbres à feuilles caduques et de conifères, ainsi que d'une végétation naturelle semblable à une prairie. 
Le parc a une zone humide (étang d'eaux pluviales) où prospèrent les canards.
Le parc dispose d'une aire de jeux et d'un tunnel fabriqué avec un saule.
L'aire de jeux de Paukkulanpuisto est toujours ouverte.
Ses installations comprennent un filet d'escalade, un petit bateau pour enfants, une maison de jeu, un support d'escalade/d'habileté, un hamac.